# Vrbovec, Trebnje
Vrbovec este o localitate din comuna Trebnje, Slovenia, cu o populație de 101 locuitori.